# PGA Tour 2007
Navigation
Édition précédente Édition suivante
Le PGA Tour 2007 a débuté le 4 janvier 2007 pour s'achever le 4 novembre 2007. La saison consiste en 47 tournois incluant les quatre tournois majeurs et trois championnats du monde. Cinq tournois non officiels complètent ce calendrier en novembre et décembre.
Tiger Woods remporte les trophées les plus importants pour la sixième fois.
Le total des dotations des tournois est de  271,1 millions de dollars. Douze joueurs ont gagné plus de trois millions de dollars en tournoi, 34 ont atteint les deux millions et 99 le million. Pour entrer dans le top 125 et conserver sa carte sur ce circuit, il fallait gagner au minimum 785 180 $.

## Tournois
| Date                | Tournoi                                                  | Lieu             | Vainqueur                     |
| ------------------- | -------------------------------------------------------- | ---------------- | ----------------------------- |
| 4-7 janv.           | Championnat Mercedes-Benz                                | Hawaii           | Vijay Singh Fidji             |
| 11-14 janv.         | Sony Open d'Hawaii                                       | Hawaii           | Paul Goydos États-Unis        |
| 15-21 janv.         | Bob Hope Chrysler Classic                                | Californie       | Charley Hoffman États-Unis    |
| 25-28 janv.         | Buick Invitational                                       | Californie       | Tiger Woods États-Unis        |
| 1er-4 févr.         | FBR Open                                                 | Arizona          | Aaron Baddeley Australie      |
| 8-11 févr.          | AT&T Pebble Beach National Pro-Am                        | Californie       | Phil Mickelson États-Unis     |
| 15-18 févr.         | Nissan Open                                              | Californie       | Charles Howell III États-Unis |
| 21-25 févr.         | WGC-Accenture Match Play Championship                    | Arizona          | Henrik Stenson Suède          |
| 22-25 févr.         | Mayakoba Classic                                         | Mexique          | Fred Funk États-Unis          |
| 1er-4 mars          | The Honda Classic                                        | Floride          | Mark Wilson États-Unis        |
| 8-11 mars           | PODS Championship                                        | Floride          | Mark Calcavecchia États-Unis  |
| 15-18 mars          | Arnold Palmer Invitational                               | Floride          | Vijay Singh Fidji             |
| 22-25 mars          | WGC-CA Championship                                      | Floride          | Tiger Woods États-Unis        |
| 29 mars - 1er avr.  | Shell Houston Open                                       | Texas            | Adam Scott Australie          |
| 5-8 avr.            | The Masters                                              | Géorgie          | Zach Johnson États-Unis       |
| 12-15 avr.          | Verizon Heritage                                         | Caroline du Sud  | Boo Weekley États-Unis        |
| 19-22 avr.          | Zurich Classic de la Nouvelle-Orléans                    | Louisiane        | Nick Watney États-Unis        |
| 26-29 avr.          | EDS Byron Nelson Championship                            | Texas            | Scott Verplank États-Unis     |
| 3-6 mai             | Wachovia Championship                                    | Caroline du Nord | Tiger Woods États-Unis        |
| 10-13 mai           | The Players Championship                                 | Floride          | Phil Mickelson États-Unis     |
| 17-20 mai           | AT&T Classic                                             | Géorgie          | Zach Johnson États-Unis       |
| 24-27 mai           | Crowne Plaza Invitational at Colonial                    | Texas            | Rory Sabbatini Afrique du Sud |
| 31 mai - 3 juin     | The Memorial Tournament                                  | Ohio             | Choi Kyung-Ju Corée du Sud    |
| 7-10 juin           | Stanford St. Jude Championship                           | Tennessee        | Woody Austin États-Unis       |
| 14-17 juin          | US Open                                                  | Pennsylvanie     | Ángel Cabrera Argentine       |
| 21-24 juin          | Travelers Championship                                   | Connecticut      | Hunter Mahan États-Unis       |
| 28 juin - 1er juil. | Buick Open                                               | Michigan         | Brian Bateman États-Unis      |
| 5-8 juil.           | AT&T National                                            | Maryland         | Choi Kyung-Ju Corée du Sud    |
| 12-15 juil.         | John Deere Classic                                       | Illinois         | Jonathan Byrd États-Unis      |
| 19-22 juil.         | British Open                                             | Royaume-Uni      | Padraig Harrington Irlande    |
| 19-22 juil.         | U.S. Bank Championship de Milwaukee                      | Wisconsin        | Joe Ogilvie États-Unis        |
| 26-29 juil.         | Canadian Open                                            | Canada           | Jim Furyk États-Unis          |
| 2-5 août            | WGC-Bridgestone Invitational                             | Ohio             | Tiger Woods États-Unis        |
| 2-5 août            | Reno-Tahoe Open                                          | Nevada           | Steve Flesch États-Unis       |
| 9-12 août           | USPGA                                                    | Oklahoma         | Tiger Woods États-Unis        |
| 16-19 août          | Wyndham Championship                                     | Caroline du Nord | Brandt Snedeker États-Unis    |
| 23-26 août          | Barclays Classic                                         | New York         | Steve Stricker États-Unis     |
| 31 août - 3 sep.    | Deutsche Bank Championship                               | Massachusetts    | Phil Mickelson États-Unis     |
| 6-9 sep.            | BMW Championship                                         | Illinois         | Tiger Woods États-Unis        |
| 13-16 sep.          | THE TOUR Championship                                    | Géorgie          | Tiger Woods États-Unis        |
| 20-23 sep.          | Turning Stone Resort Championship                        | New York         | Steve Flesch États-Unis       |
| 28-30 sep.          | Presidents Cup                                           | Canada           | États-Unis                    |
| 27-30 sep.          | Viking Classic                                           | Mississippi      | Chad Campbell États-Unis      |
| 4-7 oct.            | Valero Texas Open                                        | Texas            | Justin Leonard États-Unis     |
| 11-14 oct.          | Frys.com Open benefiting Shriners Hospitals for Children | Nevada           | George McNeill États-Unis     |
| 18-21 oct.          | Fry's Electronics Open                                   | Arizona          | Mike Weir Canada              |
| 25-28 oct.          | Running Horse Golf Championship                          | Californie       | Daniel Chopra Suède           |
| 1er-4 nov.          | Children's Miracle Network Classic                       | Floride          | Stephen Ames Canada           |

## Classements
Moyenne des points
| Rang | Joueur         | Nation         | Moyenne |
| ---- | -------------- | -------------- | ------- |
| 1    | Tiger Woods    | États-Unis     | 67.79   |
| 2    | Ernie Els      | Afrique du Sud | 69.29   |
| 3    | Justin Rose    | Angleterre     | 69.30   |
| 4    | Steve Stricker | États-Unis     | 69.39   |
| 5    | Phil Mickelson | États-Unis     | 69.46   |

Full 2007 Scoring Average List
Classement des gains
| Rang | Joueur         | Nation       | Gains ($)  | Tournois | Vic. |
| ---- | -------------- | ------------ | ---------- | -------- | ---- |
| 1    | Tiger Woods    | États-Unis   | 10 867 052 | 16       | 7    |
| 2    | Phil Mickelson | États-Unis   | 5 819 988  | 22       | 3    |
| 3    | Vijay Singh    | Fidji        | 4 728 376  | 27       | 2    |
| 4    | Steve Stricker | États-Unis   | 4 663 077  | 23       | 1    |
| 5    | K.J. Choi      | Corée du Sud | 4 587 859  | 25       | 2    |

Full 2007 Official Money List
Gains en carrière (à l'issue de la saison)
| Rang | Joueur         | Nation     | Gains ($)  | Victoires |
| ---- | -------------- | ---------- | ---------- | --------- |
| 1    | Tiger Woods    | États-Unis | 76 579 376 | 61        |
| 2    | Vijay Singh    | Fidji      | 54 108 218 | 31        |
| 3    | Phil Mickelson | États-Unis | 45 334 026 | 32        |
| 4    | Davis Love III | États-Unis | 35 630 313 | 19        |
| 5    | Jim Furyk      | États-Unis | 35 354 112 | 13        |

Full 2007 Career Official Money List

## Récompenses
| Award                                     | Winner          | Country    |
| ----------------------------------------- | --------------- | ---------- |
| Joueur de l'année (Trophée Jack Nicklaus) | Tiger Woods     | États-Unis |
| Money List (Trophée Arnold Palmer)        | Tiger Woods     | États-Unis |
| Leader au score (Trophée Vardon)          | Tiger Woods     | États-Unis |
| Rookie de l'année                         | Brandt Snedeker | États-Unis |
| Retour de l'année                         | Steve Stricker  | États-Unis |